# Număr extrem compus

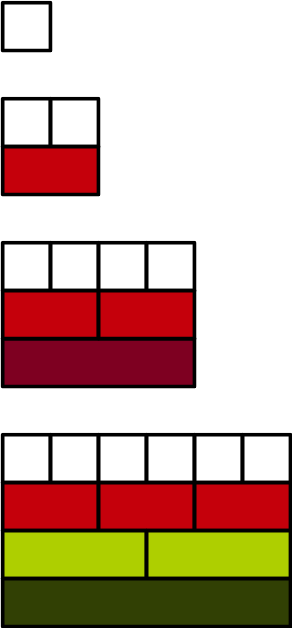
Demonstrație, cu rigle Cuisenaire, a primelor patru numere extrem compuse: 1, 2, 4, 6

În matematică, un număr extrem compus  este un număr întreg pozitiv cu mai mulți divizori decât are oricare alt număr întreg pozitiv mai mic decât acesta. Termenul a fost inventat de Srinivasa Ramanujan (1915). Totuși, Jean-Pierre Kahane a sugerat că acest concept ar fi putut fi cunoscut lui Platon, care a stabilit 5040 drept numărul ideal de cetățeni într-un oraș, deoarece 5040 are mai mulți divizori decât orice număr mai mic decât acesta.
Numele poate fi oarecum înșelător, deoarece primele două numere extrem compuse (1 și 2) nu sunt și numere compuse.
Primele numere extrem compuse sunt:
1, 2, 4, 6, 12, 24, 36, 48, 60, 120, 180, 240, 360, 720, 840, 1260, 1680, 2520, 5040, 7560, 10080, 15120
Toate numerele mai mari decât 6 sunt și abundente. Singurul număr impar extrem compus este 1. Există o infinitate de numere pare extrem compuse.
Sunt 449 de numere extrem compuse care sunt și numere superabundente. Numerele extrem compuse sunt și numere practice. Majoritatea numerelor extrem compuse sunt și numere harshad  (cel mai mic număr extrem compus care nu este și număr harshad este 245044800).